# Althaia
Althaia (řecky Αλθαία, latinsky Althaea) byla v řecké mytologii dcerou aitólského krále Thestia.
Stala se manželkou kalydónského krále Oinea. S ním měla syna Meleagra, proslulého lovce, a dceru Déianeiru, která se později stala druhou manželkou hrdiny Hérakla. Když ke kolébce malého Meleagra přistoupily bohyně sudby Moiry a předpověděly, že „zemře, jakmile toto poleno v ohništi dohoří“, Althaia poleno ihned z ohně vyndala, uhasila a uschovala.
Když byl uspořádán známý hon na kalydónského kance, jímž bohyně Artemis potrestala krále Oinea za to, že jí neprokázal úctu, sjela se řada významných hostů, zkušených lovců. Meleagros se na první pohled zamiloval do krásné lovkyně Atalanty. Ta zasadila kanci první ránu oštěpem, po dlouhém boji tu poslední mu uštědřil Meleagros. Za první zásah nabídl Atalantě kančí kůži, což ale rozlítilo jeho strýce, bratry matky Althaie. Zle se dožadovali kůže pro sebe, Meleagros se rozhněval a oba zabil.
Jakmile se matka dozvěděla, co se stalo vinou jejího syna, pomstila vraždu svých bratrů. Vyhledala osudné poleno a hodila jej na oheň. V tom okamžiku Meleagros pocítil oheň ve vnitřnostech a během krátké chvíle skonal. Poté se Althaia probodla mečem, či se oběsila, jak praví jiná verze. Město se zahalilo do smutku, všichni oplakávali mrtvé. Nejžalostněji Meleagrovy sestry, na nichž Artemis dovršila svůj trest – proměnila je v pernaté perličky.
Král Oineus se poté oženil s Periboiou, která mu porodila syna Týdea, účastníka tažení „sedmi proti Thébám“. Později měl syna Dioméda, udatného bojovníka v trojské válce.